# Galeottia prainiana
Galeottia prainiana är en orkidéart som först beskrevs av Robert Allen Rolfe, och fick sitt nu gällande namn av Robert Louis Dressler och Eric Alston Christenson. Galeottia prainiana ingår i släktet Galeottia och familjen orkidéer.
Artens utbredningsområde är Peru. Inga underarter finns listade i Catalogue of Life.